# Paavo Myllylä
Urho Paavo Johannes Myllylä (Helsinki, 26 marzo 1918 – 1º gennaio 1970) è stato un militare e aviatore finlandese, asso dell'aviazione da caccia nel corso della seconda guerra mondiale abbattendo individualmente 20 aerei nemici e due in collaborazione nel corso di 420 missioni.

## Biografia

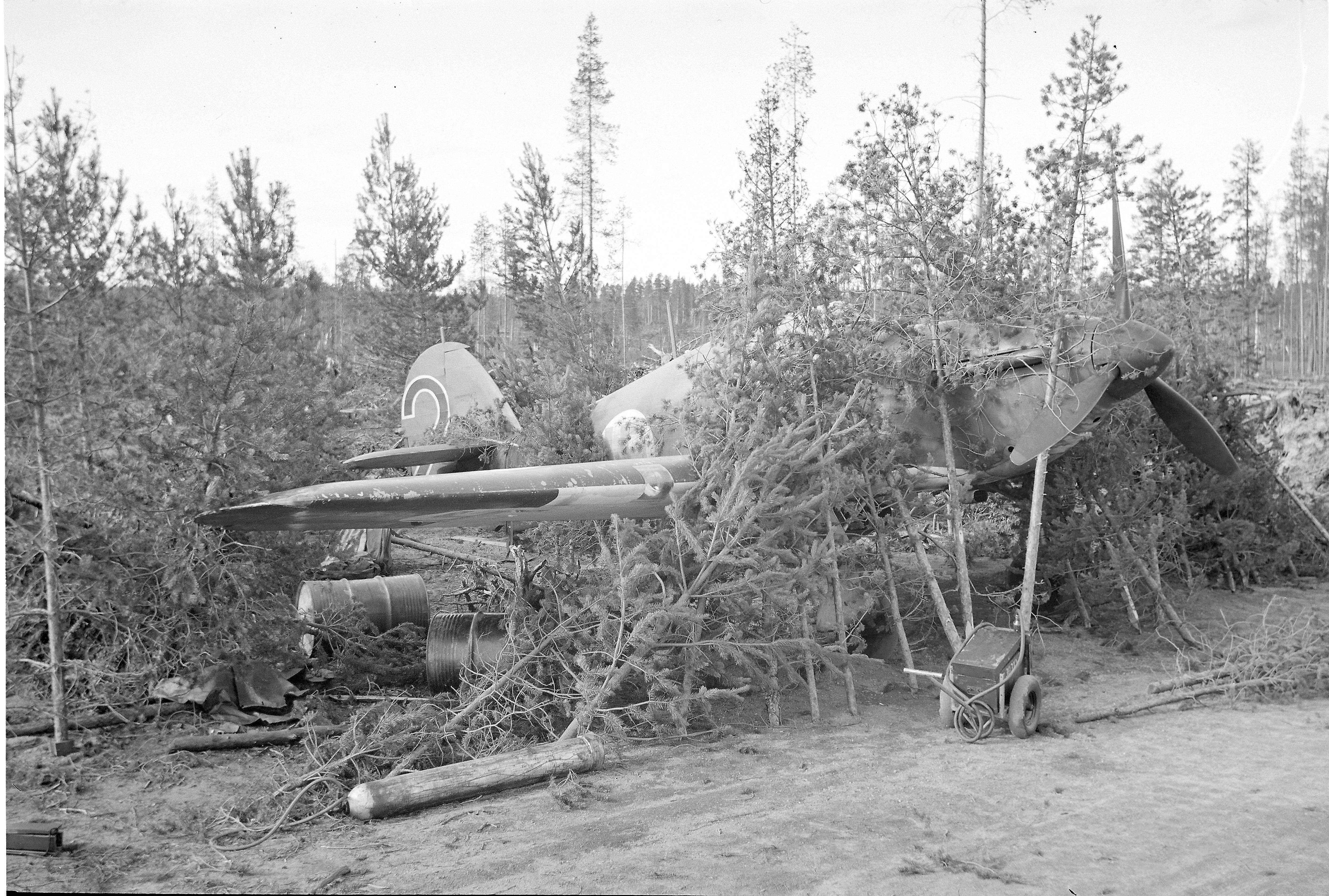
Un caccia Hawker Hurricane Mk.I fotografato nel 1942 a Tiiksjärvellä.

Nacque a Helsinki il 26 marzo 1918. Arruolatosi nella Suomen ilmavoimat divenne pilota da caccia e fu assegnato al LeLv 26 l'8 settembre 1939, venendo promosso sottotenente il 16 dello stesso mese. Dopo lo scoppio della guerra d'Inverno con l'Unione Sovietica fu uno dei piloti selezionati per il ritiro dei caccia Hawker Hurricane Mk.I acquistati in Gran Bretagna, e dopo il ritorno in Finlandia venne assegnato al 1.LeLv 28, di stanza a Karjala, il 6 febbraio 1940.
In seguito il reparto ricevette i caccia Morane-Saulnier MS 406C-1, e dopo lo scoppio della guerra di continuazione conseguì la sua prima vittoria aerea accertata il 5 dicembre 1941 a spese di un caccia Mikoyan-Gurevich MiG-3. Promosso tenente il 24 luglio 1942 venne trasferito successivamente al 3.LeLv 34 con base a Suomenlahti, dotato dei caccia Messerschmitt Bf 109, il 9 febbraio 1943, conseguendo la sua prima vittoria, un cacciabombardiere Petlyakov Pe-2, il 13 aprile 1943. Volando sul caccia tedesco abbatté ulteriori 18 aerei, tra cui 6 Petlyakov Pe-2, 4 Yakovlev Yak-9, 1 Yakovlev Yak-1, 5 Ilyushin Il-2, 1 Lavochkin LaGG-3 e 2 Lavochkin La-5. Fu posto in congedo il 10 novembre 1944, e si spense il 1 gennaio 1970.

### Fonti
1. 1 2 3 4 5 6  Ciel de Gloire.
2. ↑  Porsimo.
3. ↑  Virtualpilots.
4. ↑  Stenman, Ehrengardt 2014, p. 42.
5. ↑  Stenman, Ehrengardt 2014, p. 70.